# Rick Mears
Rick Ravon Mears (ur. 3 grudnia 1951 roku w Wichicie) – amerykański kierowca wyścigowy. Mistrz serii CART w latach 1979, 1981 i 1982. Zwycięzca wyścigu Indianapolis 500 w latach 1979, 1984, 1988 i 1991.

## Kariera
Mears rozpoczął karierę od wyścigów typu off-road. Do wyścigów typu IndyCar przeniósł się w 1976 roku startując w barwach małego zespołu Art Sugai. Jego umiejętności zwróciły uwagę Rogera Penske, szefa zespołu Penske Racing, w którym ścigali się Tom Sneva i Mario Andretti. Andretti jednak dzielił ściganie się w Ameryce ze startami w Formule 1 w ekipie Lotusa i Penske szukał kogoś kto w pełni skupiłby się na wyścigach w USA. W 1978 roku zaproponował Mearsowi start w dziewięciu spośród osiemnastu wyścigów w sezonie, w tym w słynnym Indianapolis 500.
Pierwszy start w Indianapolis 500 nie był sukcesem, Mears odpadł w połowie wyścigu po wybuchu silnika. Natomiast już w następnym wyścigu na torze Milwaukee odniósł swoje pierwsze w karierze zwycięstwo, a do końca sezonu miał ich na koncie już trzy. W 1979 roku, w pierwszym sezonie istnienia nowej serii CART, wygrał trzy wyścigi, w tym ten najważniejszy Indianapolis 500 i w sumie jedenaście razy meldował się na podium, co dało mu pierwszy tytuł mistrzowski.

## Starty w Indianapolis 500
| Rok  | Nadwozie | Silnik    | Start | Wynik | Uwagi                 |
| ---- | -------- | --------- | ----- | ----- | --------------------- |
| 1978 | Penske   | Cosworth  | 3     | 23    | Awaria silnika        |
| 1979 | Penske   | Cosworth  | 1     | 1     |                       |
| 1980 | Penske   | Cosworth  | 6     | 5     |                       |
| 1981 | Penske   | Cosworth  | 22    | 30    | Pożar w boksie        |
| 1982 | Penske   | Cosworth  | 1     | 2     |                       |
| 1983 | Penske   | Cosworth  | 3     | 3     |                       |
| 1984 | March    | Cosworth  | 3     | 1     |                       |
| 1985 | March    | Cosworth  | 10    | 21    | Awaria skrzyni biegów |
| 1986 | March    | Cosworth  | 1     | 3     |                       |
| 1987 | March    | Cosworth  | 3     | 23    | Awaria zapłonu        |
| 1988 | Penske   | Chevrolet | 1     | 1     |                       |
| 1989 | Penske   | Chevrolet | 1     | 23    | Awaria silnika        |
| 1990 | Penske   | Chevrolet | 2     | 5     |                       |
| 1991 | Penske   | Chevrolet | 1     | 1     |                       |
| 1992 | Penske   | Chevrolet | 9     | 26    | Wypadek               |